# Borghild Langaard
Borghild Bryhn Langaard, född Bryhn den 23 juli 1883 i Kongsvinger, död den 20 november 1939 i Oslo, var en norsk sångerska (sopran).
Borghild Bryhn studerade för Gina Oselio, Nina Grieg och Raimund von Zur Mühlen. Hon debuterade som romanssångare i Kristiania (nuvarande Oslo) 1906 där hon sjöng sånger av Edvard Grieg, ackompanjerad av Grieg själva på piano.
Borghild Bryhn debuterade som operasångare i Sigwardt Aspestrands Sjømannsbruden på Nationaltheatret 1907. Hon uppträdde bland annat vid Covent Garden i London, vid Operan i Stockholm, Nationaltheatret i Oslo och operan i Wien. Särskilt känd var hon som Wagnersångare. Under perioden 1908–1916 gjorde Borghild Bryhn Langaard flera grammofoninspelningar, inklusive sångar av Edvard Grieg, och utdrag ur hennes operarepertoar. Hon verkade från 1919 som sångpedagog i Kristiania.
Borghild Bryhn gifte sig 1909 med ryttmästare Mads Conrad Langaard (1881–1950), son till ölproducenten Christian Langaard. Hon gifte sig 1918 med Bjarne Lindvig (1891–1936), son till en redare. År 1930 gifte hon sig i Rom med Ermanno Gennaro Beniamino Walther Brunelli (född 1884).